# Макферсон, Эрл
Эрл Стил Макферсон (англ. Earle Steele MacPherson; 6 июля 1891, Хайленд-Парк, Иллинойс, США — 26 января 1960, Детройт, Мичиган, США) — американский автомобильный инженер, наиболее известный разработкой подвески Макферсона в 1940-х годах.

## Биография
Эрл С. Макферсон родился в Хайленд-Парке, штат Иллинойс, в 1891 году. Выпускник Университета Иллинойса. Служил в армии в годы Первой мировой войны и получил звание капитана. В начале 1920-х годов работал в компаниях Chalmers Motor и Liberty Motor Car, а в 1923 году присоединился к компании Hupmobile. В 1934 году стал сотрудником General Motors, заняв должность главного инженера-конструктора подразделения Chevrolet в 1935 году.
Макферсон был главным инженером проекта Chevrolet Cadet, компактного автомобиля, который планировалось продавать менее чем за 1000 долларов. Макферсон разработал для этого автомобиля подвеску в виде стойки. Прототипом стойки Макферсона был дизайн подвески автомобиля Fiat, запатентованный в 1920-х годах. Однако разработка Макферсона не использовалась в проекте Chevrolet Cadet.
После того, как проект Chevrolet Cadet был закрыт в мае 1947 года, Макферсон покинул GM и перешел в компанию Ford Motor. Одним из его первых проектов в новой компании было приспособление конструкции подвески, разработанной Макферсоном, для автомобиля Ford Vedette 1949 года, который должен был выпускаться дочерней французской компанией. Этот автомобиль стал первым, в конструкции которого использовалась подвеска Макферсона. Однако из-за того, что завод Ford в Пуасси задержал выпуск Ford Vedette, первыми автомобилями с подвеской Макферсона, которые стали известными широкой публике, оказались Ford Zephyr и Consul. Эти модели попали в заголовки газет на лондонском автосалоне 1950 года.
Макферсон стал главным инженером Ford Motor Company в 1952 году. Эту должность он занимал до ухода на пенсию в мае 1958 года. Умер в 1960 году.